# Auensiedlung
Die Auensiedlung ist eine Siedlung im Münchener Stadtteil Fröttmaning. Nach dem Abbruch des historischen Ortskerns Fröttmanings (mit Ausnahme der Heilig-Kreuz-Kirche) ist sie das einzige Wohngebiet in diesem Stadtteil.

## Lage
Die Siedlung liegt im Norden der Gemarkung Freimann (Stadtbezirk Schwabing-Freimann) östlich des Fröttmaninger Bergs zwischen dem Schleißheimer Kanal und dem Garchinger Mühlbach. Sie hat nur eine einzige Zufahrt von der Freisinger Landstraße her, die über eine Brücke über den Schleißheimer Kanal führt.

## Geschichte
Nach 1948 entstand auf dem Grund eines Fröttmaninger Bauern zwischen der Freisinger Landstraße und den Isarauen nördlich Freimann eine wilde Siedlung. Nachdem die Räumung dieser Siedlung durch Abbruch und Umsiedlung debattiert wurde, schlossen sich die Siedler am 18. November 1951 zu einer rechtlich lose organisierten Interessengemeinschaft zusammen und gaben der Siedlung den Namen „Auensiedlung“. Nachdem diese Interessengemeinschaft sich am 14. Juni 1952 offiziell als „Interessengemeinschaft Auensiedlung an der Freisinger Landstraße“ im vorgesehenen Rechtsrahmen gründete, legitimierte der Stadtrat die Siedlung am 16. Februar 1953 nachträglich.

## Beschreibung

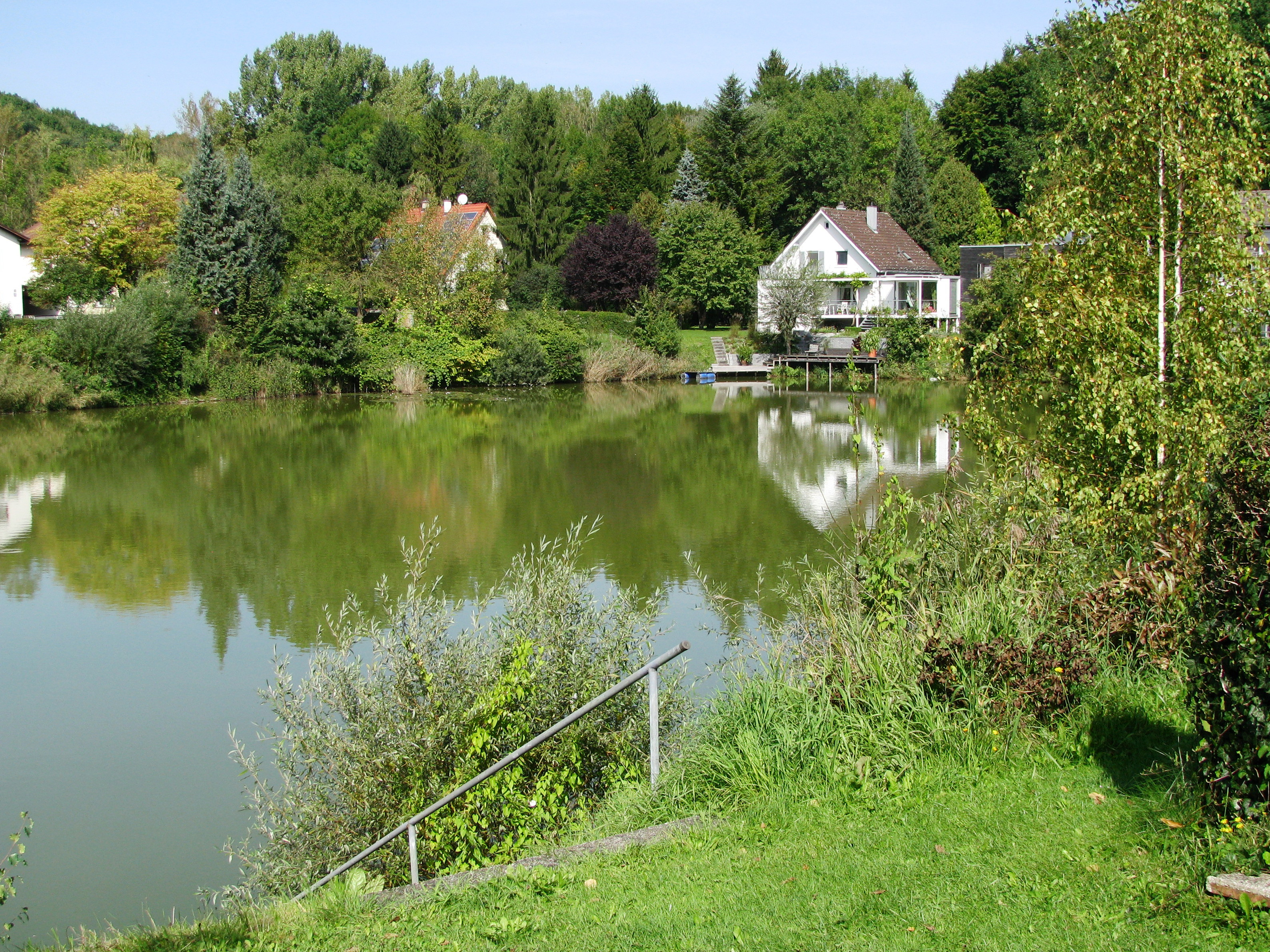
Weiher in der Nordhälfte der Siedlung

Die Siedlung hat eine Fläche von etwa 10 Hektar. Sie ist durch eine Ringstraße erschlossen. Beiderseits der Ringstraße stehen überwiegend Einfamilienhäuser. Die Ringstraße führt auch um einen kleinen Weiher, der beim Ausbau der Freisinger Landstraße als Baggersee entstanden war. 
Im öffentlichen Verkehr ist die Auensiedlung über die Haltestelle Wallnerstraße an die StadtBuslinie 181 der MVG angeschlossen. Diese verbindet die Siedlung mit der Ortsmitte von Freimann und dem U-Bahnhof Studentenstadt an der U-Bahn-Linie U6.
An der Zufahrt zu der Siedlung befindet sich seit 1973 das Islamische Zentrum München mit der Freimann-Moschee.